# Deutsche Gesetzliche Unfallversicherung
Die Deutsche Gesetzliche Unfallversicherung e. V. (DGUV) ist der Spitzenverband der gewerblichen Berufsgenossenschaften und der Unfallkassen. Er entstand am 1. Juni 2007 durch Zusammenlegung des Hauptverbandes der gewerblichen Berufsgenossenschaften e. V. (HVBG) und des Bundesverbandes der Unfallkassen e. V. (BUK).

## Organisation
Die DGUV ist der gemeinsame Spitzenverband für die gesetzlichen Unfallversicherer. Berufsgenossenschaften, Unfallkassen und kommunale Unfallversicherungsträger versichern zusammen bis zu siebzig Millionen Menschen gegen die Folgen von Arbeitsunfällen, Wegeunfällen und Berufskrankheiten.
Die Deutsche Gesetzliche Unfallversicherung ist ebenso wie ihre Vorgängerorganisationen als rechtsfähiger Verein organisiert. Mitglieder dieses Vereins sind die gewerblichen Berufsgenossenschaften, die Unfallkassen und die kommunalen Unfallversicherungsträger. Der Verband gliedert sich in die sechs rechtlich unselbständigen Landesverbände Nordwest, Nordost, West, Mitte, Südwest und Südost.
Der Verband hat seinen Sitz in Berlin. Dort sowie in Sankt Augustin bestehen Verwaltungsstandorte, weitere Einrichtungen befinden sich in Bad Hersfeld, Bochum, Hennef (Sieg) und Dresden. Der Verwaltungsstandort München wurde zum 6. Dezember 2019 aufgegeben. Vorsitzende des Vorstands sind derzeit Volker Enkerts und Manfred Wirsch. Der Vorsitz wird alternierend ausgeübt und wechselt nach einem Jahr.
Hauptgeschäftsführer der DGUV ist Stefan Hussy, der zum 1. Juli 2019 Joachim Breuer nachfolgte. Seine Stellvertreterin ist Edlyn Höller.
Die Deutsche Gesetzliche Unfallversicherung ist Mitglied im Netzwerk Europäische Bewegung.

## Politischer Hintergrund
Mit der Fusion kamen HVBG und BUK weitergehenden Plänen der Politik zuvor: Bundesregierung und Bundesländer hatten im Sommer 2006 angekündigt, die Verbände zum 1. Januar 2008 zwangsweise zu einer staatlich kontrollierten Körperschaft des öffentlichen Rechts zusammenzuschließen. Die von der Politik geplante Spitzenkörperschaft sollte die Befugnis erhalten, „für alle Unfallversicherungsträger verbindliche Entscheidungen zu treffen und zwischen den Trägern einen Qualitäts- und Wirtschaftlichkeitswettbewerb zu organisieren.“ Zudem sollten ihr gemeinsame Angelegenheiten der Unfallversicherungsträger übertragen werden, „die besser und effizienter zentral erledigt werden können.“ Die Errichtung dieser Spitzenkörperschaft nach dem Vorbild der Deutschen Rentenversicherung Bund hätte die Befugnisse der Berufsgenossenschaften und Unfallkassen empfindlich beschnitten und den staatlichen Einfluss auf die gesetzliche Unfallversicherung deutlich erhöht.

## Institute
Die DGUV betreibt drei Institute für Arbeitsschutz und Arbeitsmedizin:
- Institut für Arbeitsschutz, IFA, in St. Augustin
- Institut für Arbeit und Gesundheit, IAG, in Dresden
- Institut für Prävention und Arbeitsmedizin, IPA, in Bochum

## DGUV-Akademie, Hochschule und Studieninstitut

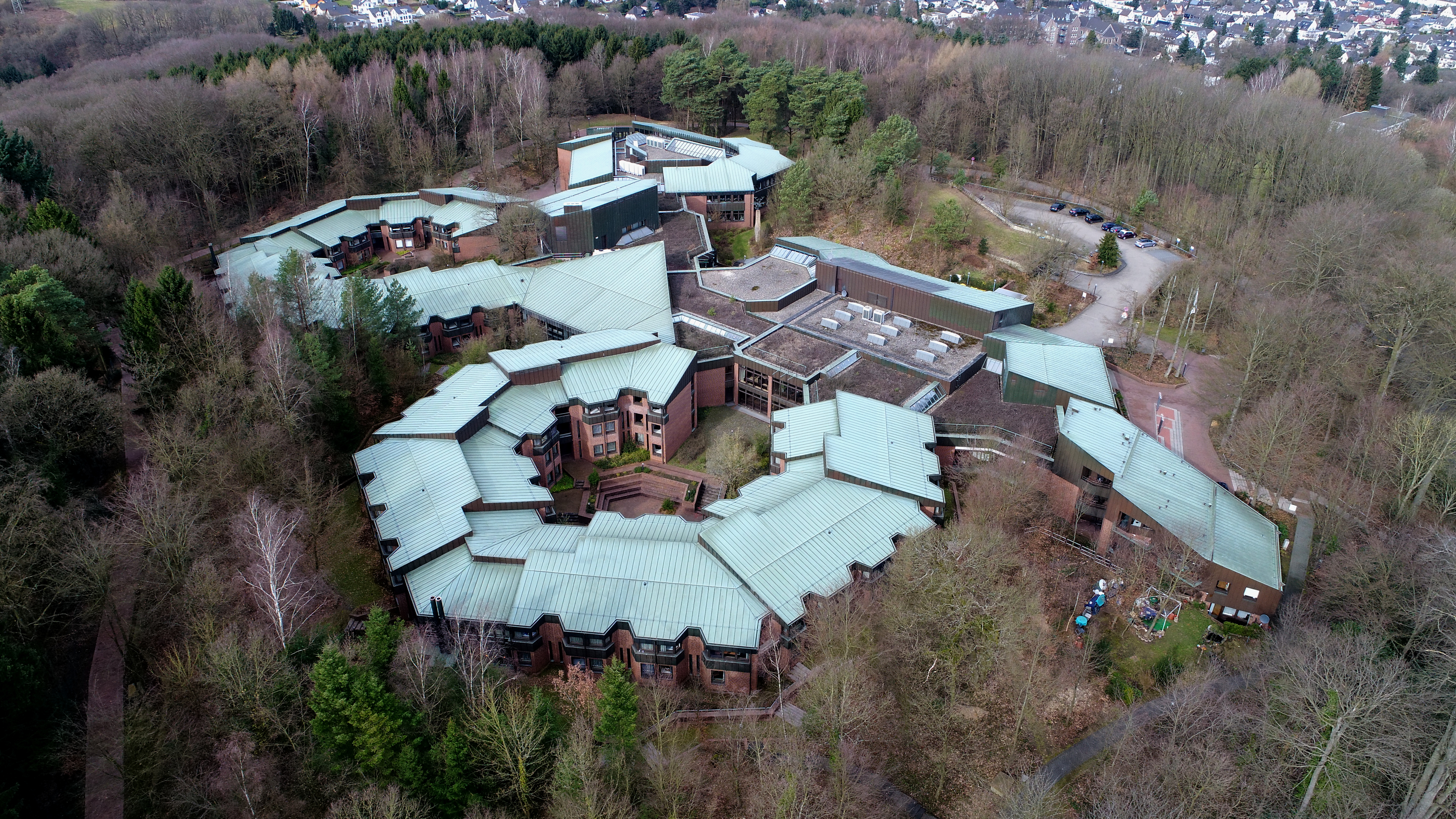
Die Akademie Hennef der DGUV und Campus des Fachbereichs Sozialpolitik und Soziale Sicherung der Hochschule Bonn-Rhein-Sieg, Luftaufnahme 2017

Die DGUV unterhält eine eigene Weiterbildungseinrichtung, die DGUV Akademie, Hochschule und Studieninstitut mit Einrichtungen in Bad Hersfeld und in Hennef. Diese ging zum 1. Januar 2007 hervor aus den beiden Vorläuferorganisationen, der Berufsgenossenschaftlichen Akademie (BGA) in Hennef und dem Bildungszentrum des BUK in Bad Hersfeld. Der Schwerpunkt der Ausbildung an der Hochschule der Deutschen Gesetzlichen Unfallversicherung und der DGUV-Akademie liegt in der Verwaltungslehre und im Sozialrecht, insbesondere der Rehabilitation; sie wendet sich an eigene Mitarbeiter und an das Personal anderer Sozialverwaltungsträger. Darüber hinaus betreibt die DGUV seit 2003 in Kooperation mit der Hochschule Bonn-Rhein-Sieg den Studiengang „Sozialversicherung, Schwerpunkt Unfallversicherung“ am Standort Hennef. Der Standort Hennef soll aufgegeben werden, Aus- und Weiterbildung, Lehre und Forschung in Bad Hersfeld konzentriert.

## Personal- und Arbeitsvermittlung
DGUV job, der Personal- und Arbeitsvermittlungsdienst der DGUV für Berufsgenossenschaften und Unfallkassen, vermittelt Versicherte, die nach einem Arbeitsunfall oder einer Berufskrankheit einer Unterstützung bei der beruflichen Wiedereingliederung bedürfen.

## Fachzeitschriften
Seit 2009 gibt die DGUV eine eigene Fachzeitschrift heraus, das DGUV Forum. Sie erscheint als reines Onlinemedium zehnmal im Jahr und enthält Beiträge für Praktiker und Wissenschaft. Darüber hinaus gibt es weitere verschiedene Fachzeitschriften: "Arbeit & Gesundheit", "top eins", "KinderKinder", "pluspunkt" sowie das Portal "Lernen und Gesundheit.

## German Paralympic Media Award
Die Deutsche Gesetzliche Unfallversicherung vergibt seit 1999, mit Ausnahme von 2014, jährlich den German Paralympic Media Award.